# Assemblée générale de l'Union astronomique internationale de 1994
22e assemblée générale de l'Union astronomique internationale
La 22e assemblée générale de l'Union astronomique internationale s'est tenue en août 1994 à La Haye, aux Pays-Bas.